# デュース (歌手)
デュース（英：Deuce、1983年3月2日 - ）は、アメリカ合衆国の歌手、ミュージシャン、ラッパー、プロデューサーである。ラップコアバンド「ハリウッド・アンデッド」の元メンバーである。

## 略歴
2005年初頭、アロン・アーリッヒマンという名前でロックベースの音楽を作り始めた。同年に4つのトラックをリリースした。EPリリースによってインターネット共有サイトで彼の認識や評価がなされた。その後、ジョレル・デッカーとジェフ・フィリップスと共に「ハリウッド・アンデッド」を結成。
2009年後半、メンバーの方向性の違いにより、ハリウッド・アンデッドを脱退した。脱退後、彼が最初に書いた曲は「ストーリー・オブ・スニッチ」というタイトルの曲であり、それはハリウッド・アンデッドに関するものであった。また彼は「私と同じように唾を吐こうとしているが、彼らはそれを持っていない」と主張した。
2010年9月、カリフォルニア州のエピセンター音楽祭でソロアーティストとして初のライブパフォーマンスを行った。
2011年9月、デュースが率いる音楽グループとしてEP「The Call Me Big Deuce EP」をリリースした。
2012年3月27日、ファイブ・セブンミュージックから1枚目のアルバム『ナイン・ライヴ (Nine Lives)』をリリースした。

## Nine Lives
Nine Livesは、デュースのバックバンドであり、会社でもある。TwitterやFacebookなどのソーシャルネットワーキングサイトを通じて大規模なコミュニティファンベースを集めた。
デュースは、アメリカンアパレルと提携した衣料品のラインおよびブランド「Plrklr」とも提携している。

## 法的問題と論争
デュースは契約違反を主張してA＆M / Octoneレーベルに対して訴訟を起こした。訴訟は、「歌詞の卑劣さとギャングの言及が音楽を十分に商業的にしなかったため、レーベルが彼のソロ音楽をリリースすることを拒否した」と主張した。さらに、デュースはそのメンバーによってバンドから追い出されたと主張し、反ユダヤ主義のスラーが彼に平準化された後、元バンドメンバーによる銃が彼に向けられたと述べた。訴訟は法廷で個人的に和解した。デュースは、デビューアルバムを書いている間に「法的な状況とそれが彼にどのような影響を与えたか」について「それは私をより強く、より強くしました。あなたの音楽が削除されている期間中にアルバム全体を書き、録音し、作成しなければならない可能性があります。大変で多くの人が持続時間や希望を失う可能性があります。しかし、私には自分のスキルがあります。前のバンドでたくさん書いたので、あまり影響を与えなかったからです。」とコメントした。

## ディスコグラフィー

### アルバム
- Nine Lives (2012年)
- Invincible (2017年)